# Abri Fritsch
L'abri Fritsch, qui fait partie du site des Roches avec l'abri Charbonnier, est un abri sous roche sur la commune de Pouligny-Saint-Pierre dans l'Indre, région Centre-Val de Loire, France.
Son industrie lithique a servi de base à Allain (1967) pour définir et faire l'analyse technologique, typologique et culturelle du Badegoulien.
L'abri Fritsch et l'abri Charbonnier sont deux sites fondamentaux et complémentaires pour l'étude de la deuxième partie du Paléolithique supérieur.

## Situation
Le site des Roches se trouve sur la commune de Pouligny-Saint-Pierre à 2,7 km au sud-ouest du bourg, près du hameau des Roches, en rive droite (côté nord-est) de la rivière Creuse. Un long pan de falaise fait face au sud, avec à son pied la route D950 longeant la rivière. Deux abris sous roche s'y trouvent : l'abri Fritsch et l'abri Charbonnier.

## Description
En 1967, Allain dit de la grotte qu'il ressemble à un « hémicycle de 8 à 9 m de diamètre, orienté plein sud, dont le fond est percé de galeries communiquant avec la grotte contiguë ».

## Historique
L'abri Charbonnier est connu comme site préhistorique depuis les fouilles de Charbonnier en 1903 et celles de Septier en 1904.
Vers 1936, une couche apparemment remaniée de l'abri Fritsch livre à l'abbé Vigneau deux fragments d'une belle feuille de laurier. R. Fritsch, raisonnant que d'autres sites préhistoriques doivent se trouver aux environs proches, commence des sondages en 1957. Le 19 juillet 1960 ses fils Claude et Raymond découvrent près du pilier ouest du porche de l'abri une couche en place, ocreuse, masquée par d'énormes éboulis sur pente. Malgré les pillards et la chute d'un grand bloc de voûte en 1961, Fritsch met en évidence une stratigraphie en 1961 et contacte Jacques Allain pour maîtriser la suite des travaux.
L'abri Fritsch est fouillé à partir de 1963 par le Dr Jacques Allain en compagnie de l'inventeur. Ils trouvent des remplissages instables dans un réseau karstique altéré, en partie effondré.
En 1967, Arlette Leroi-Gourhan en fait l'analyse pollinique ; mais seulement sur la séquence Badegoulien - Solutréen, les autres niveaux étant encore inconnus à cette date.

## Importance de l'abri dans l'histoire de la préhistoire
Son industrie lithique sert de base à Allain (1967) pour définir le Badegoulien et en faire l'analyse technologique, typologique et culturelle. Notamment, l'abri lui permet d'établir des coupes mettant crucialement en évidence la séquence chronoculturelle différenciant le Badegoulien du Solutréen qui le précède, grâce à l'industrie lithique : approvisionnement différent en silex, burins transversaux, burins sur coche, absence de lamelles à dos et d'outils à retouche solutréenne, apparition de la raclette et son abondance dans les derniers niveaux badegouliens ; et la différence avec le Magdalénien grâce à l'industrie osseuse et plus précisément par le travail des bois de renne : au Badegoulien ce dernier est débité par percussion directe alors qu'au Magdalénien il est débité par double rainurage.

## Datations
Plusieurs datations ont été effectuées. La première, faite par Georgette Delibrias et Jacques Évin sur un morceau d'os carbonisé (pièce no GRN 5499) de la couche 8d, donne 19 280 ± 230 ans AP, et a été reprise par plusieurs auteurs (dont Pérez & Jorda Cerda 1976). Entre 1974 et 1980, Évin effectue d'autres datations sur le collagène d'os des niveaux supérieurs,.

## Faune
Le cheval et le renne sont présents à tous les niveaux, mais les bois de renne ont été assez peu utilisés : les niveaux 3 a, 3 b ont donné quelques sagaies à base arrondie ou baguettes. Selon Allain (1967), le bouquetin n'est présent que jusqu'à la couche 7b>.

## Art et objets inusités
Une pointe de sagaie en bois de renne du niveau 3 a ou 3 b est ornée latéralement de parenthèses accolées. Une autre a un décor punctiforme.
Le site a fourni de nombreuses dents et coquilles perforées. L'ocre abonde dans presque tous les niveaux en place et leur confère une coloration parfois très vive.
Le matériel le plus original est quatre boutons à perforation basale conique en os ou en ivoire, présents dans trois niveaux différents - ce qui indique une continuité notable de sa fabrication.